# Paraheminodus longirostralis
Paraheminodus longirostralis is een straalvinnige vissensoort uit de familie van de pantserponen (Peristediidae). De wetenschappelijke naam van de soort is voor het eerst geldig gepubliceerd in 2008 door Kawai, Nakaya & Séret.